# Diada de Sant Fèlix 2006
La diada castellera de Sant Fèlix celebrada el dia 30 d'agost del 2006 a Vilafranca del Penedès, va ser un èxit per a totes les colles.
La colla local no va poder completar el seu major repte, descarregar el 3 de 10 amb folre i manilles. Però tot i així, l'actuació dels Castellers de Vilafranca va suposar la segona millor de tota la història, just a per darrere de l'actuació que ells mateixos van realitzar un any abans pel Sant Fèlix del 2005.

## Colles participants, castells assolits i puntuació
| Castellers de Vilafranca          | Pd5, Pd5, Pde4cam, 4de9fa, 5de9f, 3de10fm(c), Pd8fm           | 7232.00 |
| Minyons de Terrassa               | Pde5, Pde5, Pde4cam, 5de9f, 2de9fm, 3de9f, Pde7f              | 4219.00 |
| Colla Joves dels Xiquets de Valls | Pde5, Pde5, Pde4cam, 5de8, 3de9f, 4de9f, Pd5                  | 2256.00 |
| Colla Vella dels Xiquets de Valls | Pde5, Pde5, Pde4cam, 3de9f, 3de8s (i), 4de8a (c), 4de9f, Pd7f | 2558.00 |

- *(f) folre, (m) manilles, (c) carregat, (i) intent, (id) intent desmuntat, (a) agulla, (s) aixecat per sota.